# Basar-Moschee (Gjirokastra)

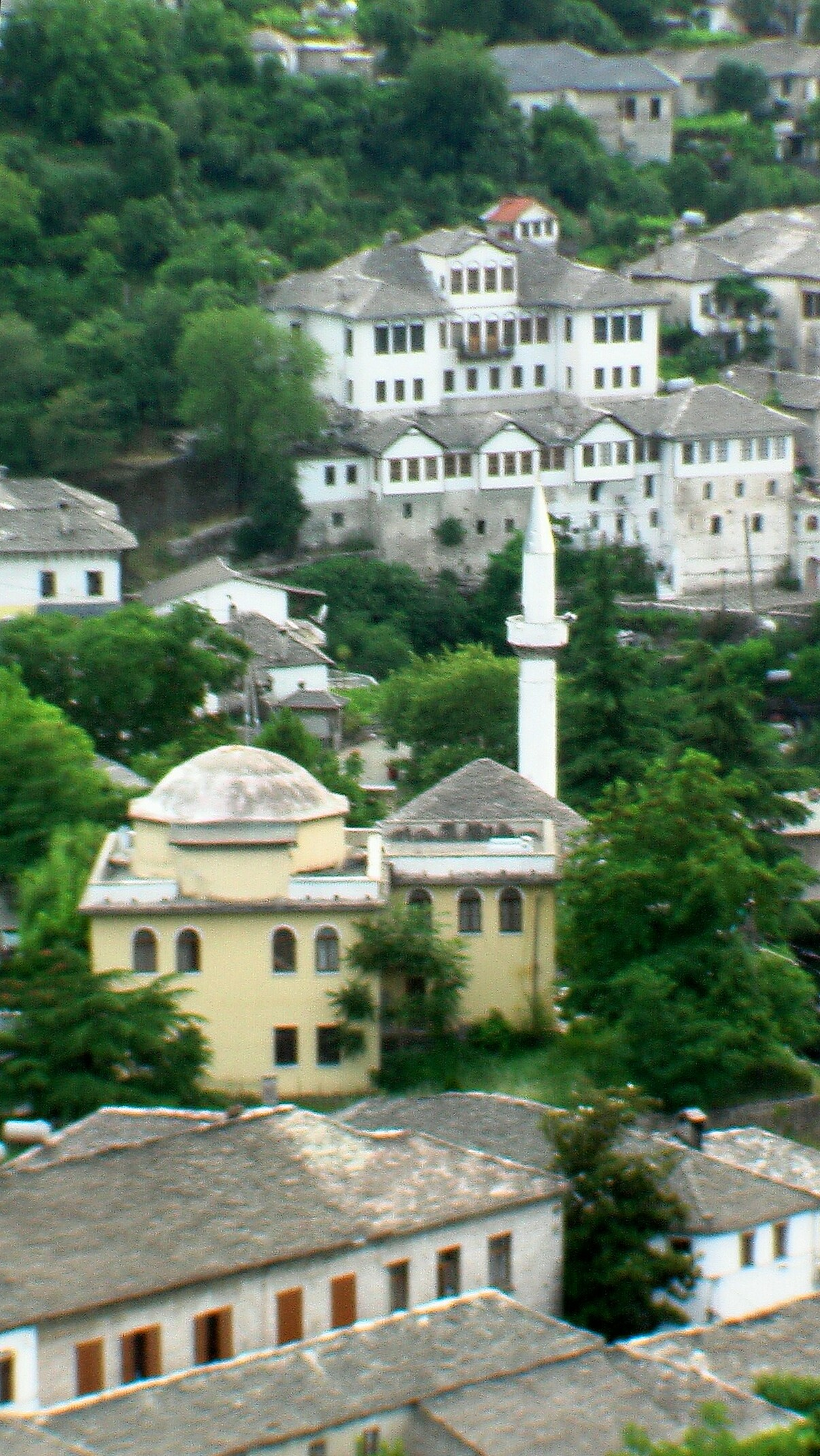
Medrese (links) und Mosche÷ von der Burg gesehen

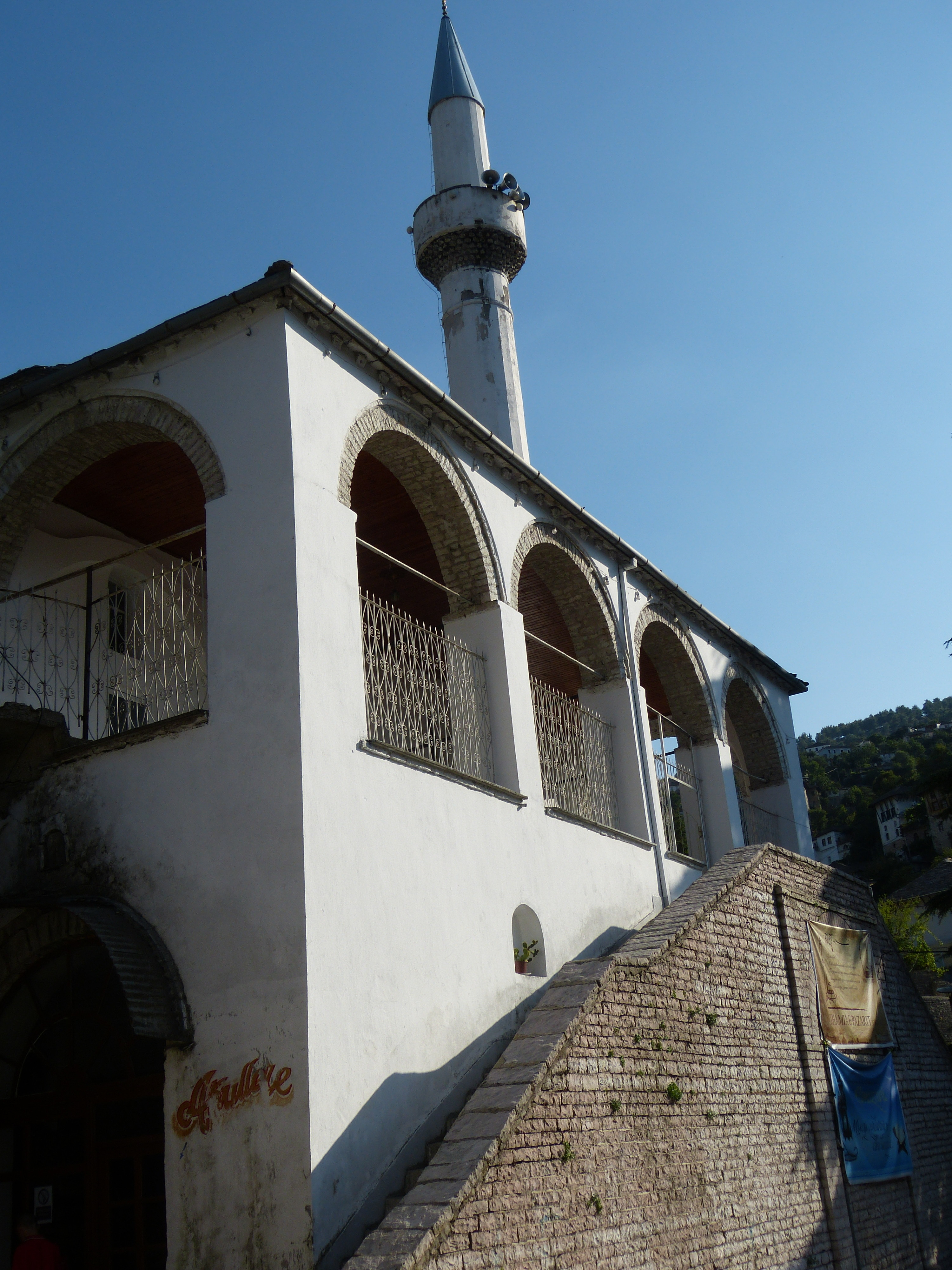
Straßenseite der Moschee

Die Basar-Moschee (albanisch Xhamia e Pazarit), früher auch Memi-Bey-Moschee (Xhamia e Memi Beut), ist eine Moschee in Gjirokastra in Albanien.
Die Moschee wurde im Jahre 1757 erbaut und befindet sich im Stadtteil Neuer Basar, der im 16. Jahrhundert angelegt worden ist. Dieser wurde durch ein Feuer im folgenden Jahrhundert zerstört, worauf die Moschee wieder erbaut worden ist. Es handelt sich um eine Einkuppelmoschee mit Portikus aus für die Stadt typischen Materialien. Die Moschee liegt steil am Hang und wurde auf einem unterhalb liegenden Gebäude errichtet. Dieses enthielt vermutlich Ladenlokale, aus deren Einkünften der Unterhalt der Moschee bestritten wurde. Das Minarett hat 99 Stufen, die für die 99 Namen Allahs stehen.
Es ist eine von ursprünglich 15 Moscheen, die in der Stadt während der osmanischen Ära erbaut wurden, wovon nach dem Zweiten Weltkrieg noch 13 standen. Die Moschee wurde durch die albanische Regierung im Jahr 1973 in den Status des Kulturdenkmals (Monumente Kulturore) erhoben, was ihr die Zerstörung ersparte. Die übrigen zwölf Moscheen wurden abgerissen. Wegen des Religionsverbots in Albanien wurde die Basar-Moschee damals als Trainingshalle für Zirkusakrobaten genutzt, die in der hohen Kuppel der Moschee ihre Trapeze aufhängten.
Direkt neben der Moschee befindet sich ein zweistöckiges oktogonales Gebäude, das im Jahre 1727 gebaut wurde. Es wurde ursprünglich als ein Cemevi der Bektaschi verwendet, während der kommunistischen Periode wurde es geschlossen. Es wird heute als Medrese verwendet.
Seit 2018 wird das Bauwerk vom Präsidium für internationale Kooperation und Koordination der Republik Türkei restauriert. Jedoch löste das Institut für Denkmäler Albaniens einen Skandal aus, weil das Aussehen der Moschee stark verändert wurde (ähnlich wie bei der Naziresha-Moschee in Elbasan) und die „Restaurierung“ nicht mehr denkmalgerecht war. Dabei geriet das Kultusministerium Albaniens unter Mirela Kumbaro in die Kritik. Das für die Welterbe-Stadt Gjirokastra typische schwarze Schieferdach der Basarmoschee wurde durch einfache, gerade geschnittene Steinziegel ersetzt. Auch wurde für das Dach Mörtel verwendet, was ebenfalls untypisch für die Region sei.